# Wolfgang Ludwig Gräfenhahn
Wolfgang Ludwig Gräfenhahn (* 12. April 1718 in Wilhermsdorf, Markgrafschaft Bayreuth, heute Bayern; † 5. Mai 1767 in Bayreuth) war ein deutscher Pädagoge.

## Leben
Wolfgang Ludwig Gräfenhahn war der Sohn eines in Wilhermsdorf tätigen Kantors. Da sein Vater früh (1721) verstarb, erhielt er durch seinen Stiefvater Ansong, Pfarrer in Pegnitz, eine sorgfältige Erziehung und den ersten Unterricht. Danach besuchte er das Gymnasium in Bayreuth und studierte anschließend ab 1737 Theologie an der Universität Jena. Trotz längerem Unwohlsein beendete er hier seine Fachstudien, hörte daneben auch philosophische, historische und philologische Vorlesungen und erwarb die theologische Doktorwürde durch eine Inauguraldissertation (De vita Sebastiani de Rotenhahn, Jena 1739). Durch gelungene poetische Versuche erwirkte er auch seine Aufnahme in die in Jena ansässige deutsche Gesellschaft.
1740 kehrte Gräfenhahn nach Bayreuth zurück, um sich in seinem Fach praktisch auszubilden und als Kanzelredner zu wirken. Obwohl der gediegene Inhalt seiner Predigten anerkannt wurde, vermochte er aufgrund seiner schwachen Stimme keinen Eindruck zu machen. Daher entschloss er sich bald, Jurisprudenz an der Universität Halle zu studieren, wo er u. a. Vorträge von Christian Wolff hörte. Da ihm auch dieses Fach nicht zusagte, bewarb er sich um eine Lehrerstelle und es gelang ihm, 1742 als Subrektor an das Gymnasium in Bayreuth zu kommen. Dort unterrichtete er Philosophie und Mathematik. In demselben Jahr wurde ihm von der philosophischen Fakultät zu Erlangen der Magistertitel verliehen.
Gräfenhahn arbeitete nun zehn Jahre lang unermüdlich und versuchte sich neben seiner beruflichen Tätigkeit auch als Schriftsteller, insbesondere bei bestimmten festlichen Anlässen. Von seinen zahlreichen Programmen und kleinen Abhandlungen aus dieser Zeit sind zu nennen:
- Programma de mathematicis natione Germanis inter omnes principibus, Bayreuth 1744
- Ob man die Beredsamkeit mehr in der Muttersprache als in einer anderen treiben solle, Bayreuth 1744
- Programma de celebratissimis nominibus Germanorum in optices studio, Bayreuth 1745
- Programma de nexu artium picturae, scenicae, musices et poeseos philosophico, Bayreuth 1745
- Wettstreit der Malerei, Musik, Poesie und Schauspielkunst. Vier Reden, Bayreuth und Hof 1746
- Programma de meritis et inventis Germanorum in Mathesi applicata, Bayreuth 1747
- Programma de speculo caustico Tschirnhausiano, Bayreuth 1748
- Ein gründlich gelehrter Mann kann kein Atheist, kein Religionsverächter sein, Bayreuth 1750
- De multitudine eorum, qui in litteras incumbunt, rei publicae maxime inimica, Bayreuth 1751
- De anima philosophorum quaedam sententiae, Bayreuth 1752

1753 erhielt Gräfenhahn den Charakter eines Professors der Philosophie und Mathematik, woraufhin er an der 1756 in Bayreuth gegründeten Akademie beifällig aufgenommene Vorlesungen in diesen Disziplinen hielt. Der Markgraf Friedrich erhob ihn 1757 zum Rat und ernannte ihn 1758 zum Inspektor der Alumnen. 1759 rückte er zum Hofrat und Bibliothekar vor und 1760 wurde er Konsistorialrat mit Sitz und Stimme. Neben der Beschäftigung mit seinen Ämtern verfasste er zahlreiche weitere Programme und Flugschriften. In diesen Abschnitt seines Lebens fallen folgende philosophischen Programme:
- De immortalitate animae philosophorum Graecorum et Latinorum asserta, Bayreuth 1754
- De veteribus philosophis, qui animae immortalitatem impugnarunt, aut plane negarunt, Bayreuth 1755
- De contemtu litterarum humaniarum, Bayreuth 1761
- Naturam non facere saltum, Bayreuth 1762
- De incremento eruditionis, Bayreuth 1765

In demselben Zeitraum verfasste Gräfenhahn auch folgende naturwissenschaftliche Abhandlungen:
- Physikalische Gedanken von der Entstehung der Erdbeben überhaupt und insbesondere des letzteren, Bayreuth 1756 (in dieser Schrift lehnt der Autor eine über die physikalische Dimension hinausgehende Erklärung von Erdbeben ab)
- Programma de altitudine montis piniferi relativa, Bayreuth 1758
- Programma de sideribus Brandenburgicis, Bayreuth 1759
- Programma de venere sub sole vindenda, Bayreuth 1760
- Programma I et II de oryctographia Burggraviatus Norici Superioris, Bayreuth 1764–65; deutsch in den Bayreuther wöchentlichen historischen Nachrichten, 1766, S. 91–100

Außerdem erschienen von Gräfenhahn noch viele Gratulationen und Gelegenheitsgedichte, teils unter seinem Namen, teils anonym, Übersetzungen aus dem Französischen und viele populäre Aufsätze in verschiedenen Wochenschriften. Er starb am 5. Mai 1767 im Alter von 49 Jahren in Bayreuth.